# Максим Капсокалива
Преподобни Максим Капсокалива је православни светитељ.
У 14. веку подвизавао се као монах у Светој гори на нарочит начин; наиме, правио се мало јуродив и стално је мењао своје обиталиште. А његово обиталиште била је колиба од грања. Једну за другом колибу он је подизао и палио, због чега је и назван Капсокалива, тј. Паликолиба. Сматран је за лудака све док није у Свету гору дошао Свети Григорије Синаит који је у Максиму открио јединственог подвижника, чудотворног молитвеника и „ангела у телу“. Преминуо је 1320. године.
Српска православна црква слави га 13. јануара по црквеном, а 26. јануара по грегоријанском календару.